# Dicranomyia (Dicranomyia) sanctaecruzae
Dicranomyia (Dicranomyia) sanctaecruzae is een tweevleugelige uit de familie steltmuggen (Limoniidae). De soort komt voor in het Neotropisch gebied.